# Västra Sveten
Västra Sveten är en sjö i Smedjebackens kommun i Dalarna och ingår i Norrströms huvudavrinningsområde. Sjön har en area på 1,73 kvadratkilometer och ligger 114 meter över havet. Sjön avvattnas av vattendraget Hyttån.

## Delavrinningsområde
Västra Sveten ingår i det delavrinningsområde (666053-148197) som SMHI kallar för Utloppet av Västra Sveten. Medelhöjden är 171 meter över havet och ytan är 22,11 kvadratkilometer. Det finns ett avrinningsområde uppströms, och räknas det in blir den ackumulerade arean 52,83 kvadratkilometer. Hyttån som avvattnar avrinningsområdet har biflödesordning 4, vilket innebär att vattnet flödar genom totalt 4 vattendrag innan det når havet efter 229 kilometer. Avrinningsområdet består mestadels av skog (82 procent). Avrinningsområdet har 1,71 kvadratkilometer vattenytor vilket ger det en sjöprocent på 7,7 procent.